# Tomasz Wagner
Tomasz Wagner (ur. 6 listopada 1973 w Zabrzu) – polski architekt, doktor habilitowany nauk technicznych inżynier, nauczyciel akademicki Politechniki Śląskiej, specjalista w zakresie projektowania architektury obiektów użyteczności publicznych i rewitalizacji obiektów poprzemysłowych.

## Życiorys
W 1997 ukończył studia na Wydziale Architektury Politechniki Śląskiej. Tam w 2003 na podstawie napisanej pod kierunkiem Jacka Radziewicz-Winnickiego rozprawy pt. Architektura sakralna Dominika Böhma na Górnym Śląsku i jej znaczenie w kontekście rozwoju architektury oraz krajobrazu kulturowego Górnego Śląska otrzymał stopień naukowy doktora nauk technicznych dyscyplina: architektura i urbanistyka. Na Wydziale Architektury Politechniki Gdańskiej na podstawie dorobku naukowego oraz monografii pt.  Architektura – Urbanistyka – Krajobraz – ochrona i interpretacja dziedzictwa kulturowego Górnego Śląska na wybranych przykładach uzyskał w 2016 stopień doktora habilitowanego nauk technicznych dyscyplina: architektura i urbanistyka specjalność: architektura.
Jest adiunktem na Wydziale Architektury Politechniki Śląskiej w Katedrze Projektowania Architektury Mieszkaniowej i Użyteczności Publicznej.
Zdobywca m.in.:
- wyróżnienie na VI Międzynarodowym Biennale Architektury w Krakowie. 1996
- nagroda Stowarzyszenia Konserwatorów Zabytków; 1998
- wyróżnienie w konkursie SARP na zagospodarowanie terenów Politechniki Rzeszowskiej im. Ignacego Łukasiewicza w Rzeszowie, 2000
- wyróżnienie w konkursie Najlepsza Przestrzeń Publiczna Województwa Śląskiego, 2012, 2014
- nagroda w konkursie Najlepsza Przestrzeń Publiczna Województwa Śląskiego, 2012[3]

Jest autorem ponad 70 publikacji naukowych, m.in.:
- Zabrze -Nieznane Oblicza Śląskiej Architektury, 2003;
- Architektura Modernistyczna w Zabrzu, 2013;
- Architektura – Urbanistyka – Krajobraz. Ochrona i interpretacja dziedzictwa kulturowego Górnego Śląska na wybranych przykładach, 2016[3];.

Jest członkiem  Komisji Architektury i Urbanistyki Oddział PAN w Katowicach, członkiem  Izby Architektów Rzeczypospolitej Polskiej  od 2013 i członkiem Rady Fundacji  Śląskiej Fundacji Ochrony Zdrowia psychicznego Parasol.